# Alipia (hija de Antemio)
Alipia (fl. 467–472) fue una mujer noble del Imperio Romano de Occidente, hija del emperador romano occidental Antemio.

## Biografía
Alipia fue la única hija de Antemio y Elia Marcia Eufemia, siendo nieta del emperador romano oriental Marciano.
El emperador romano oriental León I nombró a Antemio como emperador occidental en 467, por lo que el matrimonio de Alipia se convirtió en un momento importante en el gobierno de Antemio. Antemio casó a su hija con Ricimero, el magister militum de Occidente y poder detrás del trono; el objetivo de este vínculo era fortalecer la relación entre Antemio y su magister militum, que ya había depuesto a tres emperadores occidentales.
Sin embargo, el matrimonio de Alipia no trajo la paz entre el emperador y su general, posiblemente porque los dos no tenían hijos. En abril de 472, Ricimero nombró a Olibrio como nuevo emperador, en oposición a Antemio, quien, junto con su familia, fue sitiado en Roma. A mediados de julio, Antemio y su familia fueron capturados por Ricimero: Antemio fue decapitado, mientras que la historia posterior de Alipia se desconoce.
En la colección numismática de Dumbarton Oaks hay una moneda, un sólido en el que están representadas Eufemia y Alipia. Aquí la figura de Alipia es más pequeña que la de su madre, como muestra de respeto, pero las dos mujeres visten con las mismas vestimentas, las típicas de la Augusta; Por tanto, es posible que tanto Eufemia como Alipia fueran nombradas Augustae.